# Voorzitter (rechtbank)
In België krijgt de voorzitter van een rechtbank wettelijk vaak een aparte rol toebedeeld.  De voorzitter heeft niet alleen de algemene leiding van zijn rechtbank, die hij moet organiseren, hij beslist bijvoorbeeld ook in een kort geding, in de gevallen die hij spoedeisend acht of bij volstrekte noodzakelijkheid op (eenzijdig) verzoekschrift.  De uitspraak heet gedaan te zijn bij voorraad, dat wil zeggen ten voorlopigen titel, en in het laatste geval ook zonder tegenspraak van de tegenpartij. 
Dat geldt met name voor de op arrondissementeel niveau georganiseerde rechtbanken:
- de rechtbank van eerste aanleg
- de rechtbank van koophandel
- de arbeidsrechtbank

De voorzitter kan onder meer:
1. sekwesters aanstellen;
2. om het even welke vaststellingen of deskundige onderzoekingen bevelen, zelfs met raming van de schade en opsporing van de oorzaken ervan;
3. alle nodige maatregelen bevelen tot vrijwaring van de rechten van hen die de nodige voorzieningen niet kunnen treffen, met inbegrip van de verkoop van roerende goederen die heerloos of verlaten zijn;
4. bevelen dat een of meer getuigen worden gehoord wanneer een partij van een kennelijk belang doet blijken, zelfs met het oog op een toekomstig geschil, indien vaststaat dat het bij enige vertraging van dat verhoor te vrezen is dat het getuigenis niet meer zal kunnen worden afgenomen.

Het wetboek geeft de voorzitter van de genoemde rechtbanken nog een hele reeks bevoegdheden, waarin deze persoonlijk kan beslissen.  De regeling is bijvoorbeeld erg belangrijk voor het verrassingseffect bij een beslag.
De uitspraak van de voorzitter wordt een beschikking genoemd.  
Sedert 2014 is ook de figuur van de voorzitter van de vrederechters en rechters in de politierechtbank ingevoerd in België. Deze voorzitter heeft geen kortgedingbevoegdheid zoals de voorzitters van de andere rechtbanken, omdat voor de vredegerechten en de politierechtbanken geen kortgedingen worden gevoerd. Hij staat wel in voor de algemene leiding en de organisatie van alle vredegerechten en politierechtbanken uit zijn arrondissement, die voortaan samen als één geheel georganiseerd zijn. Hij heeft samen met de andere rechtbankvoorzitters zitting in de arrondissementsrechtbank die zich over bevoegdheidsgeschillen uitspreekt. 
Zie: Gerechtelijk Wetboek (België) met koppeling naar de wettekst (artikelen 584 tot 589). 